# فابیو دی ژسوس
فابیو دی ژسوس (به پرتغالی: Fábio de Jesus) هافبک اهل برزیل است که در شهر نووا ایگواسو و در تاریخ ۱۶ اکتبر ۱۹۷۶ به دنیا آمده‌است.
فابیو دی جسوس در تیم‌های فوتبال Bonsucesso، Ponte Preta، گامبا اوساکا، فلامینگو، شیمیزو اس-پالس، سانتوس، باشگاه ورزشی اینترناسیونال، Fluminense سابقهٔ حضور دارد.